# Klitoris

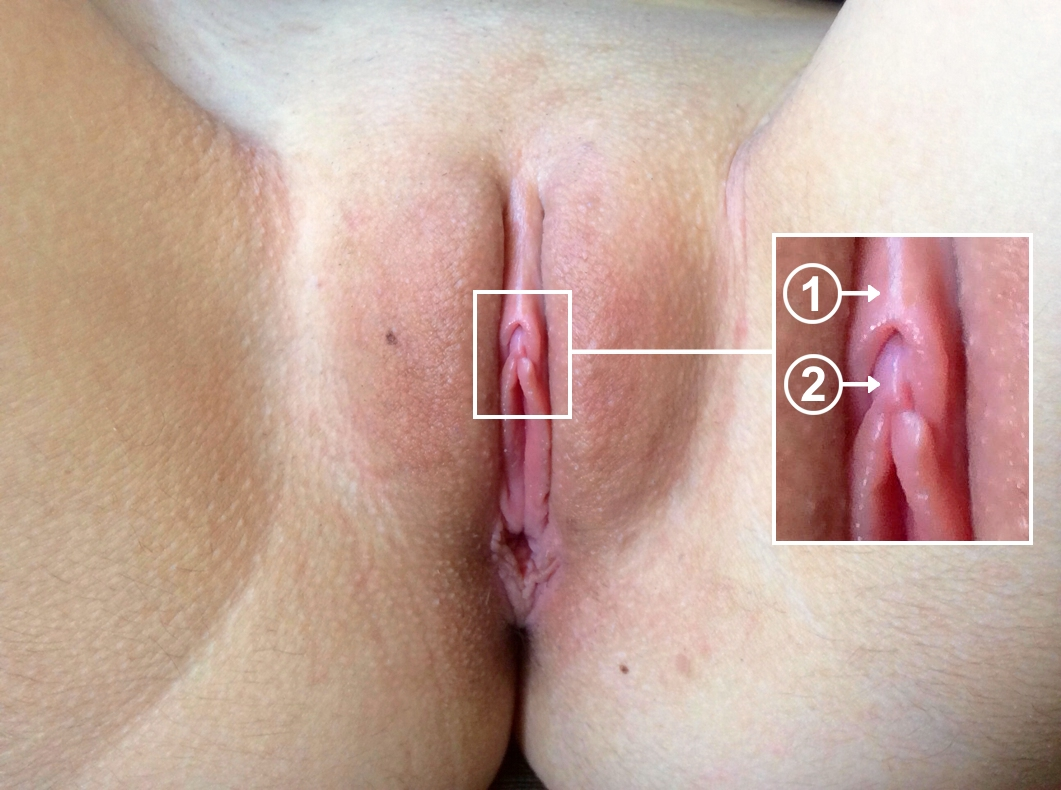
Vorhaut, Klitoriseichel und kleine Schamlippen (kleine Vulvalippen) liegen in der Mitte zwischen den beiden großen Schamlippen (große Vulvalippen).
Im vergrößerten Ausschnitt sieht man Vorhaut (1) und Eichel der Klitoris (2) sowie darunter die beiden vorderen Enden der kleinen Schamlippen.
Der größte Teil der Klitoris, nämlich die Klitorisschenkel und Vorhofschwellkörper sind von außen nicht sichtbar.

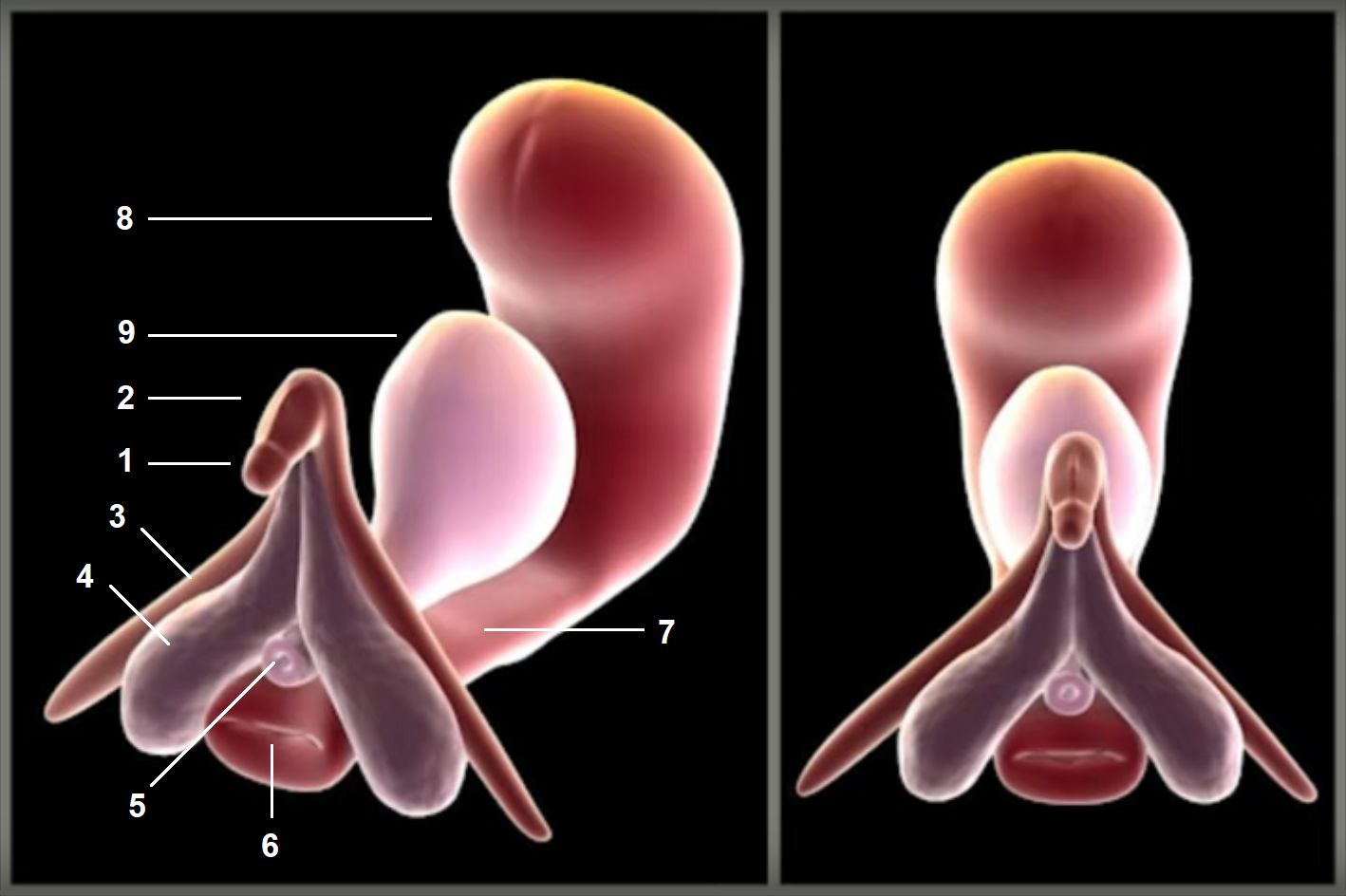
Von Helen O’Connell mit MRT erstellte erste 3D-Darstellung einer Klitoris im sexuell erregten Zustand (mit den angrenzenden Organen).
1 Klitoriseichel; 2 Klitorisschaft; 3 Klitorisschenkel; 4 Vorhofschwellkörper (Bulben); 5 Harnröhre; 6 Vaginalöffnung; 7 Vagina; 8 Gebärmutter; 9 Harnblase.

Die Klitoris (lateinisch clitoris, Genitiv: clitoridis; von altgriechisch κλειτορίς kleitorís, ‚kleiner Hügel‘), ist ein großenteils aus Schwellkörpergeweben gebildeter Teil des weiblichen Genitals, von dem nur die Eichel der Klitoris (Glans clitoridis) und die sie umschließende Klitorisvorhaut (praeputium clitoridis) von außen sichtbar sind. Die Eichel ist der empfindlichste Teil dieses Organs. Die jeweils paarigen Schwellkörper vereinigen sich nach oben hin zum Klitorisschaft, an dem sich die Eichel befindet. Eichel und Schaft werden deutsch auch Kitzler genannt. Die Schwellkörper befinden sich unter den Schamlippen und anderen Bereichen der Vulva. Die gesamte Klitoris ist erogen und spielt für die sexuelle Erregung und den Orgasmus der Frau eine wichtige Rolle.

## Anatomie und Funktion

### Embryonalentwicklung

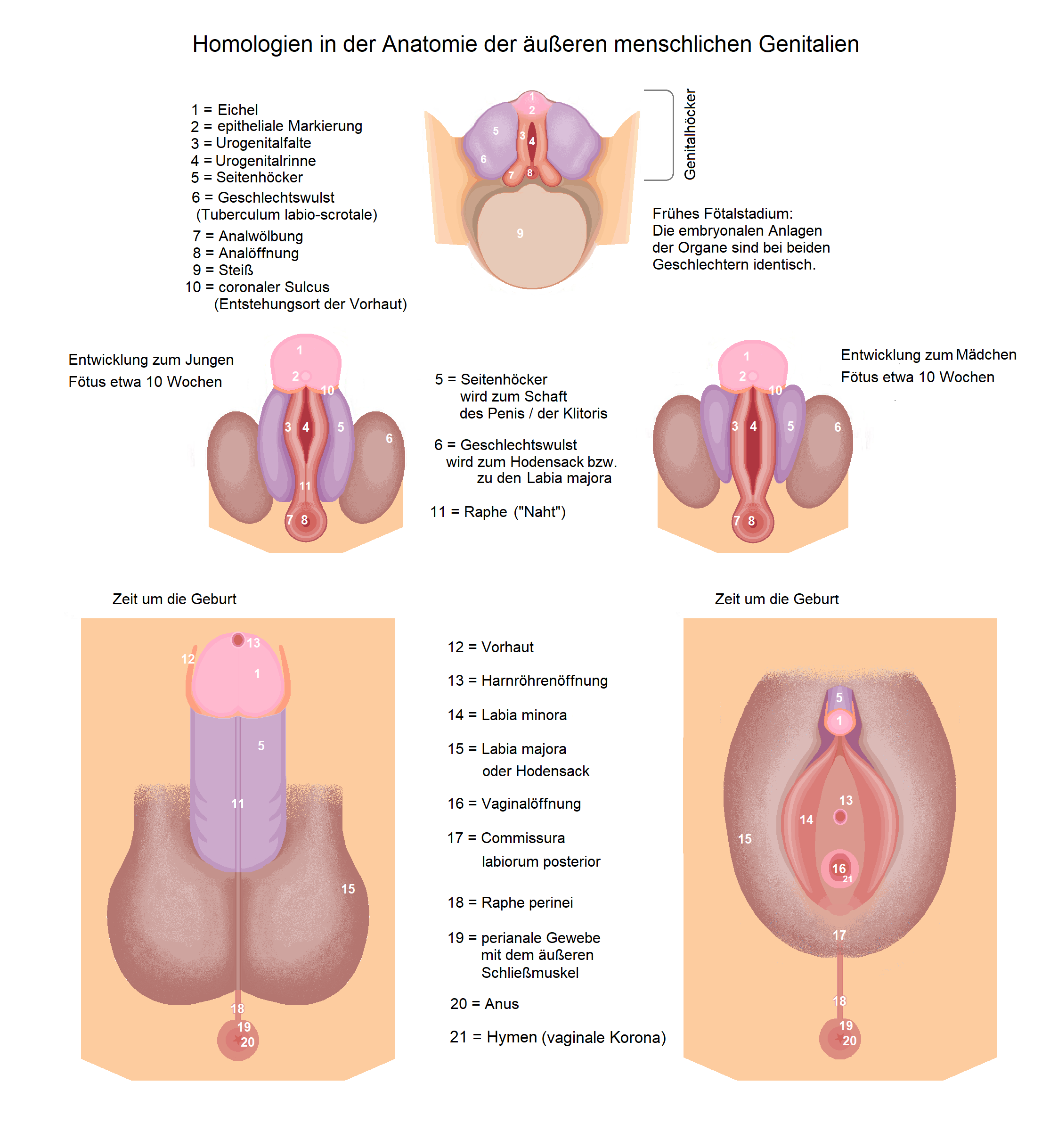
Während der Embryogenese sind die Organanlagen für die äußeren Genitalien bei beiden Geschlechtern noch gleich. Im Laufe der Fetogenese entwickeln sie unterschiedliche Proportionen und durch die Wirkung von Geschlechtshormonen schließt sich die Urogenitalrinne zu unterschiedlichen Anteilen.

Entwicklungsphysiologisch gehen Klitoris und Penis aus dem Genitalhöcker hervor.
Die Entwicklung der äußeren Genitalien nimmt ihren Anfang in einer sexuell indifferenten Phase. Erst ab der zwölften Woche ist die Differenzierung der Gewebe der beiden Geschlechter vollständig. Bei beiden entstehen in der indifferenten Phase zunächst:
- Genitalhöcker: Tuberculum genitale; ventral von der Kloakenmembran (Sinus urogenitalis)
- Genital- oder Urethralfalten; beidseits der Kloakenmembran
- Genitalwülste oder Labioskrotalwülste; lateral der Genitalfalten

Die Differenzierung zum weiblichen Genital ist durch die Rückbildung des Ductus mesonephricus („Wolffsche Gang“) und der Beibehaltung des Ductus paramesonephricus („Müllersche Gang“) charakterisiert, woraus die Tuba uterina, der Uterus und ein Teil der (distalen) Vagina entstehen. Der Sinus urogenitalis bildet mit den Genitalwülsten und dem Genitalhöcker die äußeren Genitalien (unterster (proximaler) Teil der Vagina, Vestibulum vaginae, Labia majora et minora) sowie die Klitoris. Bei beiden Geschlechtern wächst zunächst der Genitalhöcker in die Länge und wird somit zum Penis bzw. zur Klitoris. Beim weiblichen Fetus bildet sich aus dem Genitalhöcker die Klitoris. Der Sinus urogenitalis bleibt als Vestibulum vaginae offen und die beiden Genitalfalten bilden die kleinen Schamlippen, Labia minora. Die Genitalwülste vergrößern sich und bilden die großen Schamlippen, Labia majora. Zwischen den Genitalfalten liegt zunächst die Urogenitalmembran, die das spätere Ostium urogenitale noch verschließt. Diese reißt ungefähr eine Woche, nachdem das Septum urorectale mit der Kloakenmembran verwachsen ist, ein und gibt das Ostium frei.

### Anatomie

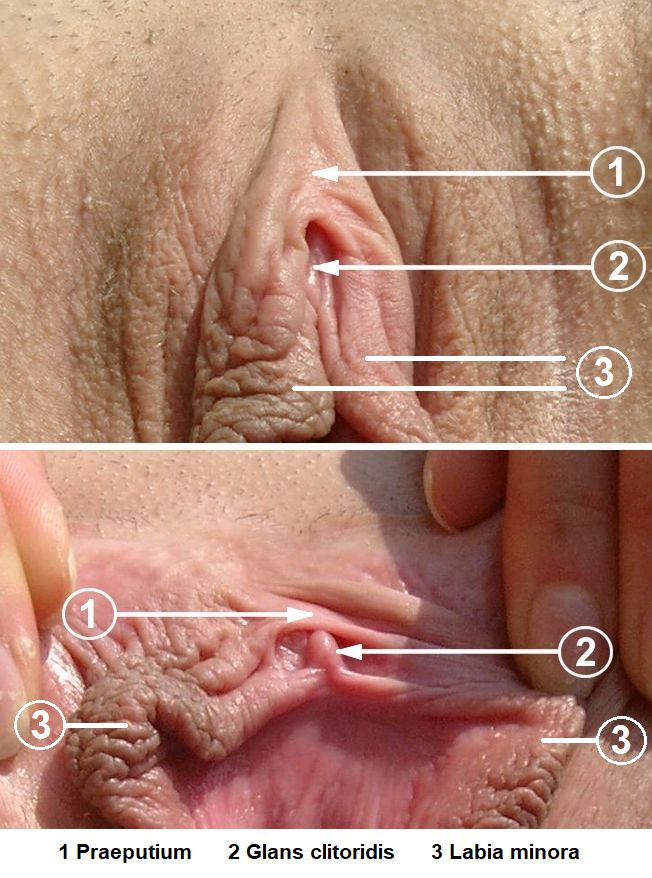
Äußere Klitoris mit Benennungen gemäß der anatomischen Nomenklatur:
1: Klitorisvorhaut, Praeputium clitoridis
2: Klitoriseichel, Glans clitoridis
3: Kleine Schamlippen, Labia minora

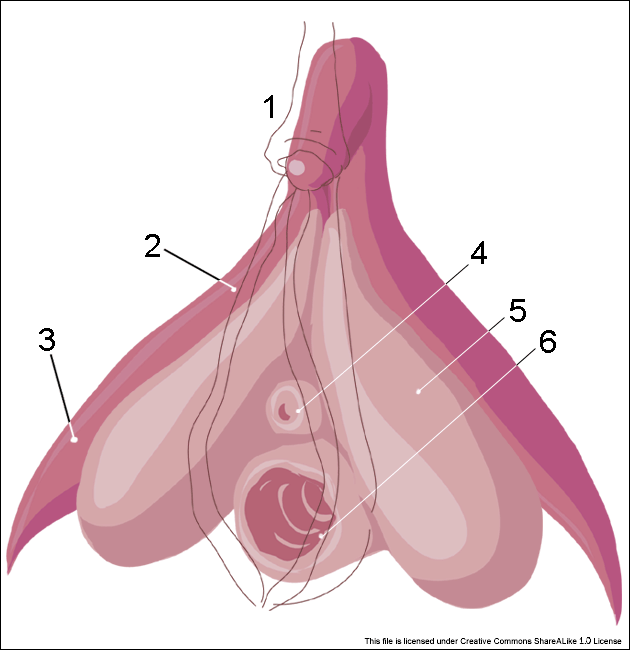
Gesamte Klitoris mit den unter den Schamlippen verborgenen Teilen:
1) Eichel, Glans clitoridis in der Vorhaut, Praeputium clitoridis, und Klitorisschaft, Corpus clitoridis, umgeben vom Musculus ischiocavernosus
2) Schwellkörper, Corpus cavernosum clitoridis,
3) Klitorisschenkel, Crus clitoridis
4) Harnröhrenmündung, Ostium urethrae externum
5) Vorhofschwellkörper, Bulbus vestibuli umfasst vom Musculus bulbospongiosus
6) Scheidenöffnung, Vestibulum vaginae

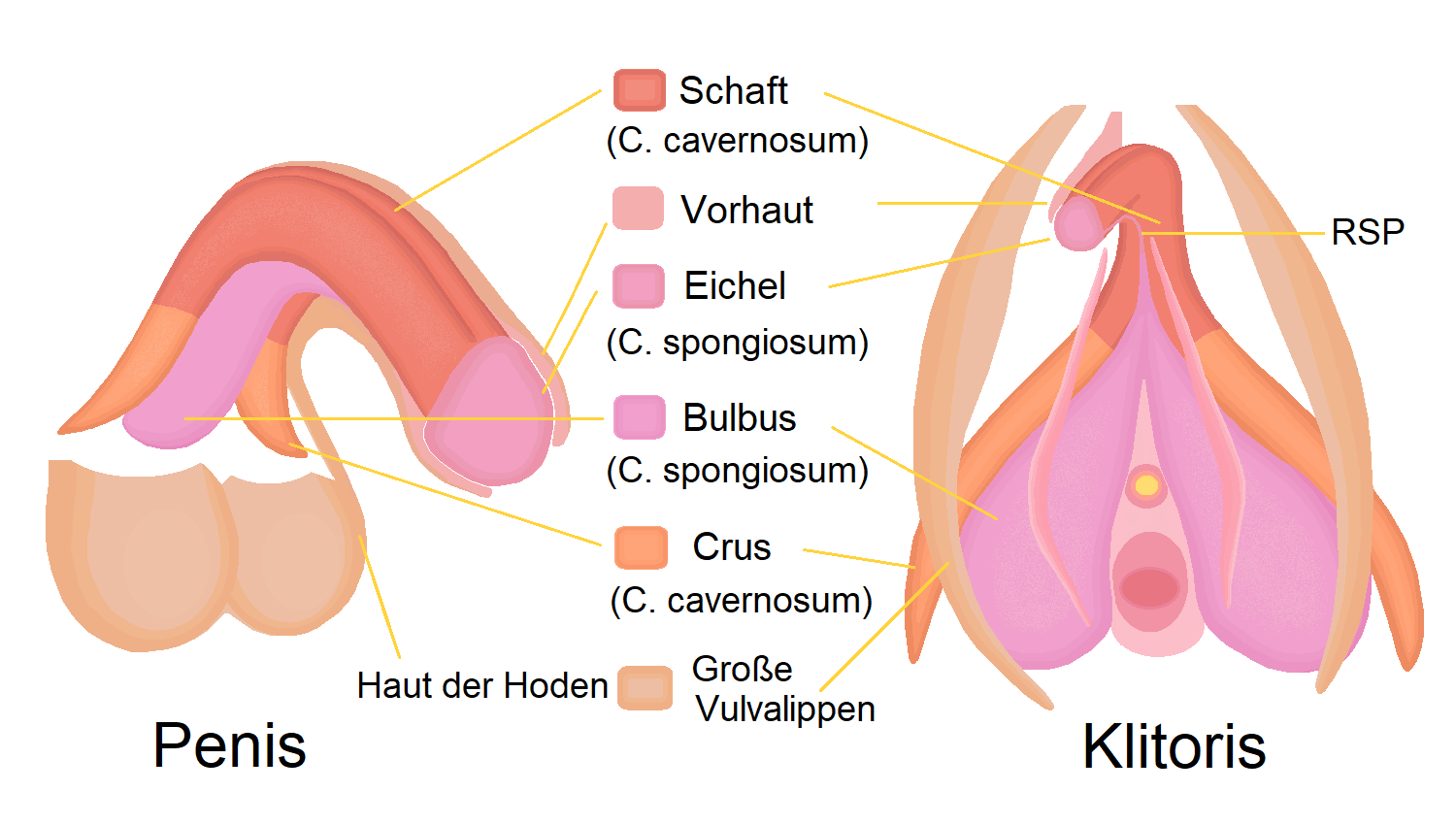
Zwischen Klitoriseichel und Bulben befindet sich ein RSP (infracorporeal Residual Spongy Part). Die Klitoriseichel wird nach neueren Literaturquellen (2022) als der Eichel des Penis homolog angesehen (Michael Schünke: PROMETHEUS – Anatomie, 2022).

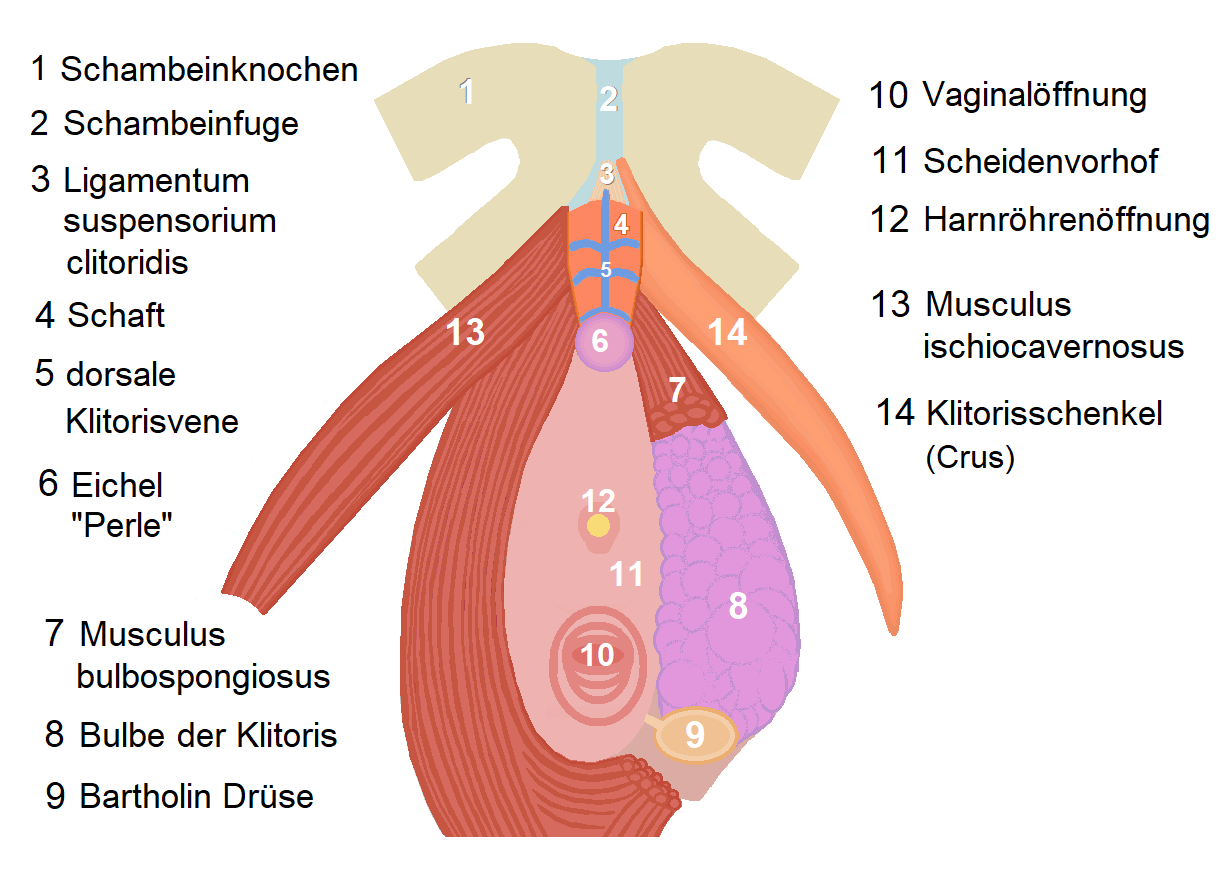

Die Klitoris besteht aus den zwei am Sitzbeinausschnitt, Arcus ischiadicus, befestigten Schwellkörperschenkeln, Crura clitoridis (Singular: Crus clitoridis) und den beiden Vorhofschwellkörpern, Bulbi vestibuli, die sich unter dem Arcus pubis zum Schaft, Corpus clitoridis, vereinen.
Das freie Ende ist zur Klitoriseichel, Glans clitoridis, erweitert, diese ist von der Klitorisvorhaut (-haube), Praeputium clitoridis, bedeckt. Durch ein Band, das Ligamentum suspensorium clitoridis, ist die Klitoris am Unterrand der Schambeinfuge befestigt. Die zu beiden Seiten hin abzweigenden Klitorisschwellkörper, Klitorisschenkel, Corpus cavernosum clitoridis, und Vorhofschwellkörper, Bulbi vestibuli, sind paarig angelegte Teile des Organs, die sich in Richtung der Schambeinfuge, Symphysis pubica, zum Corpus clitoridis vereinigen. Die zwei parallelen Schwellkörper des Schaftes sind von einer faserigen kollagene Hülle, die Tunica albuginea, umgeben; diese Hülle vereinigt sich in Richtung zur Glans clitoridis mit der Klitorisvorhaut.
Die beiden auslaufenden kleinen Schamlippen formen die paarigen Frenula clitoridis, die an der Unterseite der Klitoriseichel, Glans clitoridis, eine medial verlaufende Weichteilfalte bilden. Sie verläuft also von der kranialen Vereinigungsstelle der beiden kleinen Schamlippen zur Glans clitoridis.
Laut Walter Graumann (2004) ist die Glans clitoridis der Glans penis eher analog, nicht strenggenommen homolog. Der Unterschied bestünde darin, dass der Corpus clitoridis, den seitlichen Penisschwellkörpern, Corpora cavernosa penis, entspräche und somit auch die Glans clitoridis, wohingegen sich die Glans penis, Corpus spongiosum (penis), am oberen Ende des Harnröhrenschwellkörpers, Corpus cavernosum urethrae, befindet. Daniel Haag-Wackernagel (2017) ordnet jedoch die Glans clitoridis in Entsprechung zur Glans penis dem Corpus spongiosum zu.
Glans und Crura enthalten beide kavernöses Gewebe und sind von einer festen Tunica albuginea umgeben. Dem männlichen Harnröhrenschwellkörper, Corpus spongiosum, entsprechen bei der Frau die Vorhofschwellkörper, Bulbi vestibuli, die zweigeteilt auf jeder Seite des urethralen und vaginalen Ausgangs sitzen.
Die Größen der Schwellkörpersysteme sind individuell sehr unterschiedlich. Klitorisschenkel und Bulben sind ebenfalls erogen. Sie reagieren sowohl auf Berührungen der seitlichen Bereiche der Vulva als auch auf aktive Betätigung der sie umhüllenden Muskeln durch Beckenbodentraining mit positivem Effekt auf die Orgasmusfähigkeit der Frau.
Die arterielle Versorgung erfolgt über Äste der Arteria pudenda interna: die Arteria profunda clitoridis zieht zu den Klitorisschenkeln und die Arteria dorsalis clitoridis zur Klitoriseichel. Die Vena dorsalis clitoridis führt das Blut der gesamten Klitoris in den Venenplexus um die Harnblase ab.
Die Lymphe fließt über die Lymphknoten in der Leiste ab. Während die Lymphe der Vulva in die Nodi lymphatici Nll. inguinales superficiales abfließen, wird die Lymphe der vorderen Klitorisanteile mit dem Corpus und Glans clitoridis in die Nll. inguinales profundi und Nll. iliaci interni drainiert.

#### Schwellkörperschenkel
Die beiden seitlich liegenden Klitorisschenkel (Crura clitoridis) enthalten jeweils einen Schwellkörper (das Corpus cavernosum clitoridis dextrum (rechte Seite) bzw. sinistrum (links)), aus erektilem Gewebe, welches aus glatten Muskelzellen und Bindegewebe besteht.

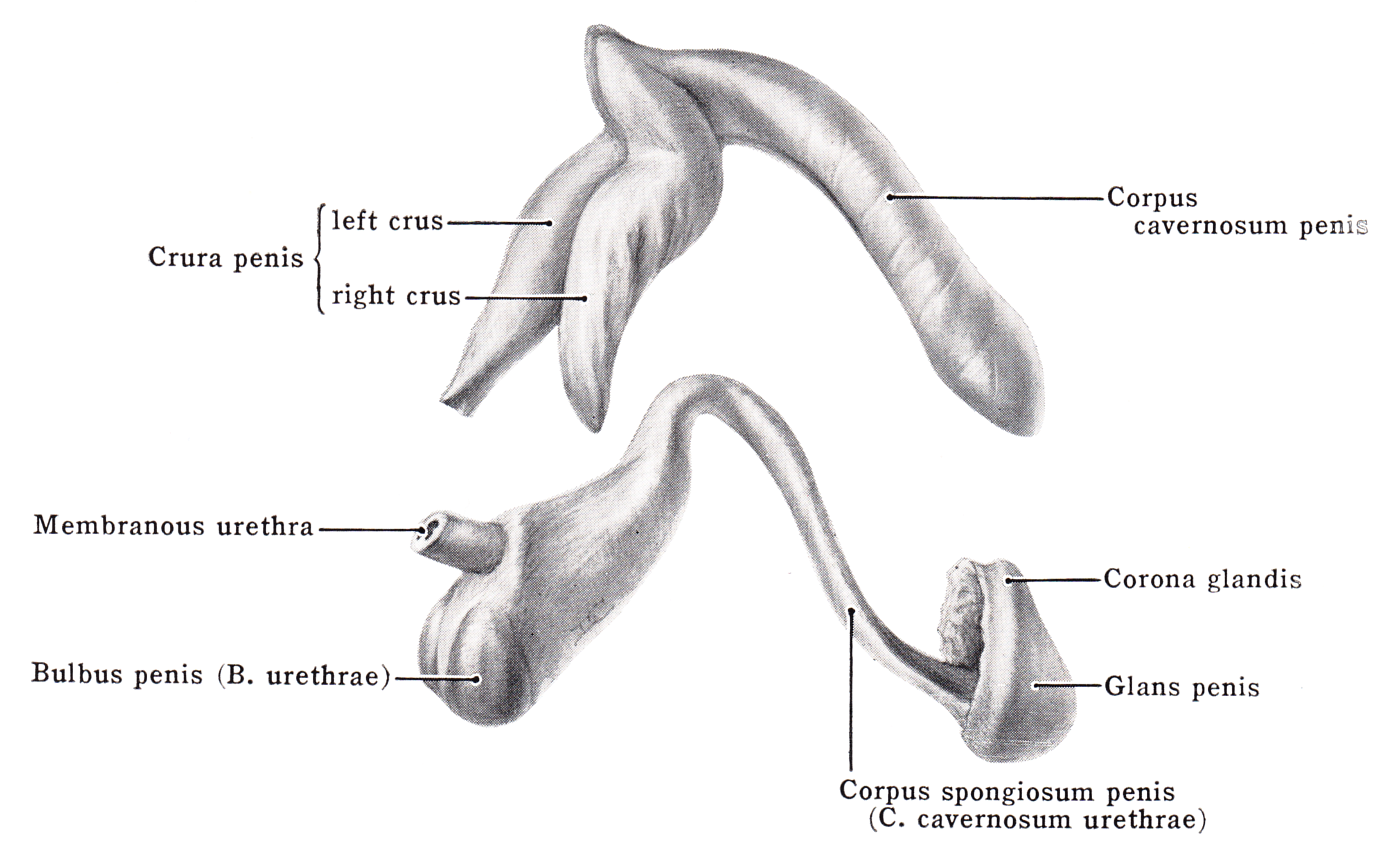
Die Schwellkörpersysteme des Mannes.
Oben das Cavernosum penis mit den beiden Crura penis.
Sie sind dem klitoralen System analog.
Unten das Corpus spongiosum penis mit dem Bulbus penis. Sie sind, auch als Corpus cavernosum urethrae feminina bezeichnet, den Bulbi vestibuli, der Gräfenberg-Zone, dem Anterior Fornix Erogenous Zone, kurz AFE-Zone (Halban-Faszie) der Frau analog.

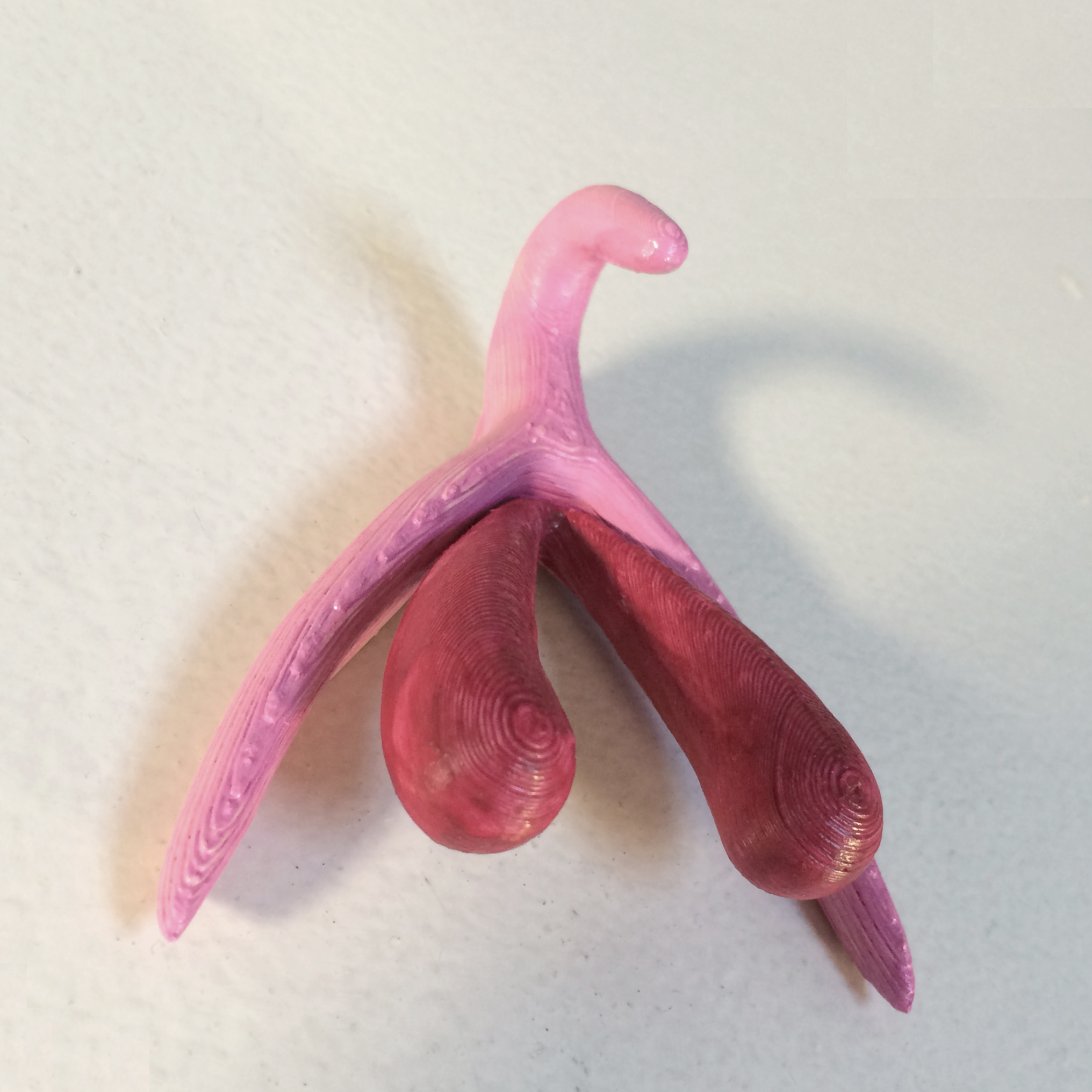
3D-Modell von Odile Fillod: die Schwellkörpersysteme: oben Glans und Corpus clitoridis mit den beiden anhängenden, schlankeren Crura clitoridis und den beiden dickeren Bulben der Klitoris.

Die beiden paarig angelegten Corpora cavernosa clitoridis vereinigen sich auf ihrem Weg zur Symphyse zum Schaft, Corpus clitoridis, und schließlich zur Eichel, Glans clitoridis. Die Tunica albuginea umgibt die beiden Schwellkörperschenkel zur Aufrechterhaltung und Stabilisierung ihrer Form, es handelt sich um eine Bindegewebsschicht aus faserreichem Bindegewebe, das über die Corpora cavernosum clitoridis zur Glans clitoridis in das Praeputium clitoridis ausläuft.

#### Vorhofschwellkörper (Bulben)
In der Fachwelt besteht Uneinigkeit über die Benennung, es gibt synonyme Bezeichnungen. Manche Autoren nennen sie „Vorhofzwiebeln“, bulbi vestibuli. Claire C. Yang, Helen O’Connell und Daniel Haag-Wackernagel bezeichnen sie als „bulbs of the clitoris“ bzw. „clitoral bulbs“, deutsch Klitoriszwiebeln oder Bulben.
Diese Schwellkörper verlaufen unter den Großen Labien sowie beiderseits der Vaginalöffnung. Besondere, aus den gleichen embryonalen Anlagen gebildete Gewebe liegen median unter dem Scheidenvorhof und in der Vagina. Die Klitoriszwiebeln liegen mit ihren dichten Venengeflechten hufeisenförmig um das Vestibulum vaginae herum.

#### Median gelegene erogene Gewebe
Einige anatomisch-histologische Untersuchungen legen nahe, dass sich das weibliche Schwellkörpergewebe, das sich aus dem Corpus spongiosum entwickelt, zwischen der Scheidenvorderwand und der Blase als eine Zwischenschicht fortsetzt, es ist die sogenannte Halban-Faszie. Sie gliedert sich in zwei Anteile, das proximale Septum vesicovaginale und einen Bindegewebsraum, zwischen dem Trigonum vesica der Harnblase dorsal und dem vorderen, ventralen Teil der Vagina. Nach ventral oder distal, von der Blase und der Vagina kommend, setzt er sich dann als Septum uretrovaginale zwischen der weiblichen Harnröhre und Vagina bzw. in den Scheidenvorhof, Vestibulum vaginae, fort.
Entwicklungsgeschichtlich sind die Schwellkörpersysteme in der Halban-Faszie dem männlichen Harnröhrenschwellkörper, Corpus spongiosum penis, homolog. Sie stellen zwei der intravaginalen erogenen Zonen dar, dabei handelt es sich aber weniger um exakt lokalisierbare Punkte, sondern vielmehr um Zonen der embryonalen Derivate des Corpus spongiosum:
- Die Gräfenberg-Zone (umgangssprachlich, aber fachlich unkorrekt G-Punkt) im vorderen vaginalen Drittel[27][28]
- die AFE-Zone (umgangssprachlich, aber fachlich unkorrekt A-Punkt) im Bereich des vorderen Gebärmutterhalsgewölbes, Fornix cervicalis anterior (engl. Anterior Fornix Erogenous Zone abgekürzt AFE-zone)[29]

#### Klitoriserektion

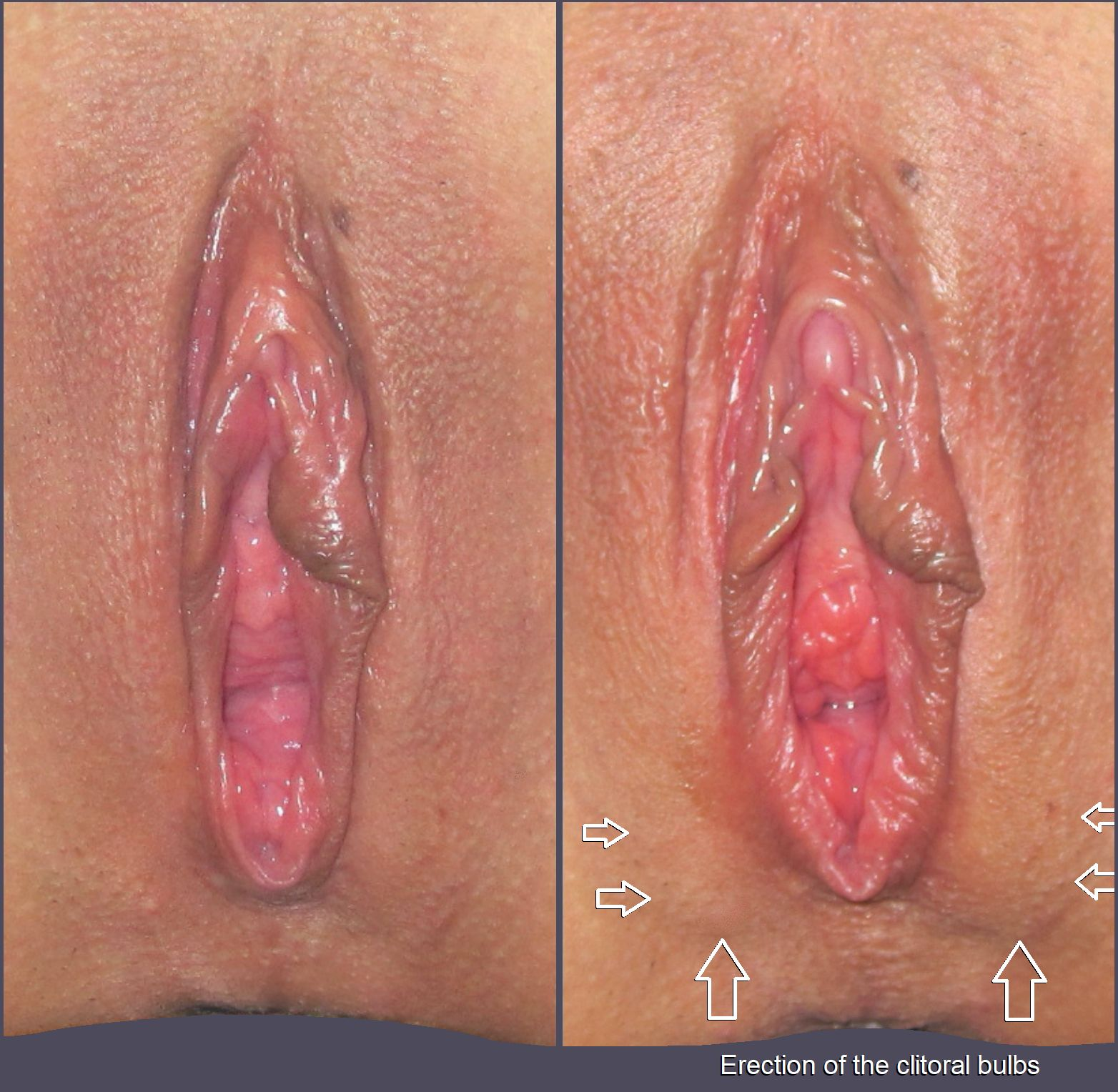
Bild rechts: Hervortreten der Eichel und unten beiderseits der Vaginalöffnung treten unter der Haut die geschwollenen Klitoriszwiebeln hervor.

Da die gesamte Klitoris und der vordere Bereich der Vagina erogen sind, bewirken von den Mechanorezeptoren kommende Afferenzen über einen Reflexbogen, dass der Parasympathikus als efferenter Teil des autonomen Nervensystems eine Vasokongestion erzeugt. Der Druck im arteriellen System behindert den venösen Abfluss. Die Folge ist ein Druckanstieg in den Schwellkörpern und damit eine Klitoriserektion. Dennoch bleibt auch bei der kongestiven Blutfüllung des Corpus cavernosum clitoridis die Abknickung zwischen den beiden Crura clitoridis und dem Corpus clitoridis erhalten. Der Sympathikus erhöht den Tonus der glatten Muskulatur bzw. bewirkt deren Kontraktion. Bewegungen des Musculus ischiocavernosus und des Musculus bulbospongiosus können den venösen Abfluss verringern. Diese beiden und der Musculus pubococcygeus stimulieren durch ihre Bewegungen die Klitoris und verstärken die Erektion. Auch die erektilen Gewebe um die Harnröhre schwellen an. Daher entspricht die weibliche Erektion der männlichen. Wenn die Erregung andauert und sich so steigert, dass ein Orgasmus möglich wird, lösen die Bulben rhythmische Muskelkontraktionen aus, die auch „vaginale“ orgasmische Kontraktionen genannt werden.

#### Verbindung mit der Beckenbodenmuskulatur

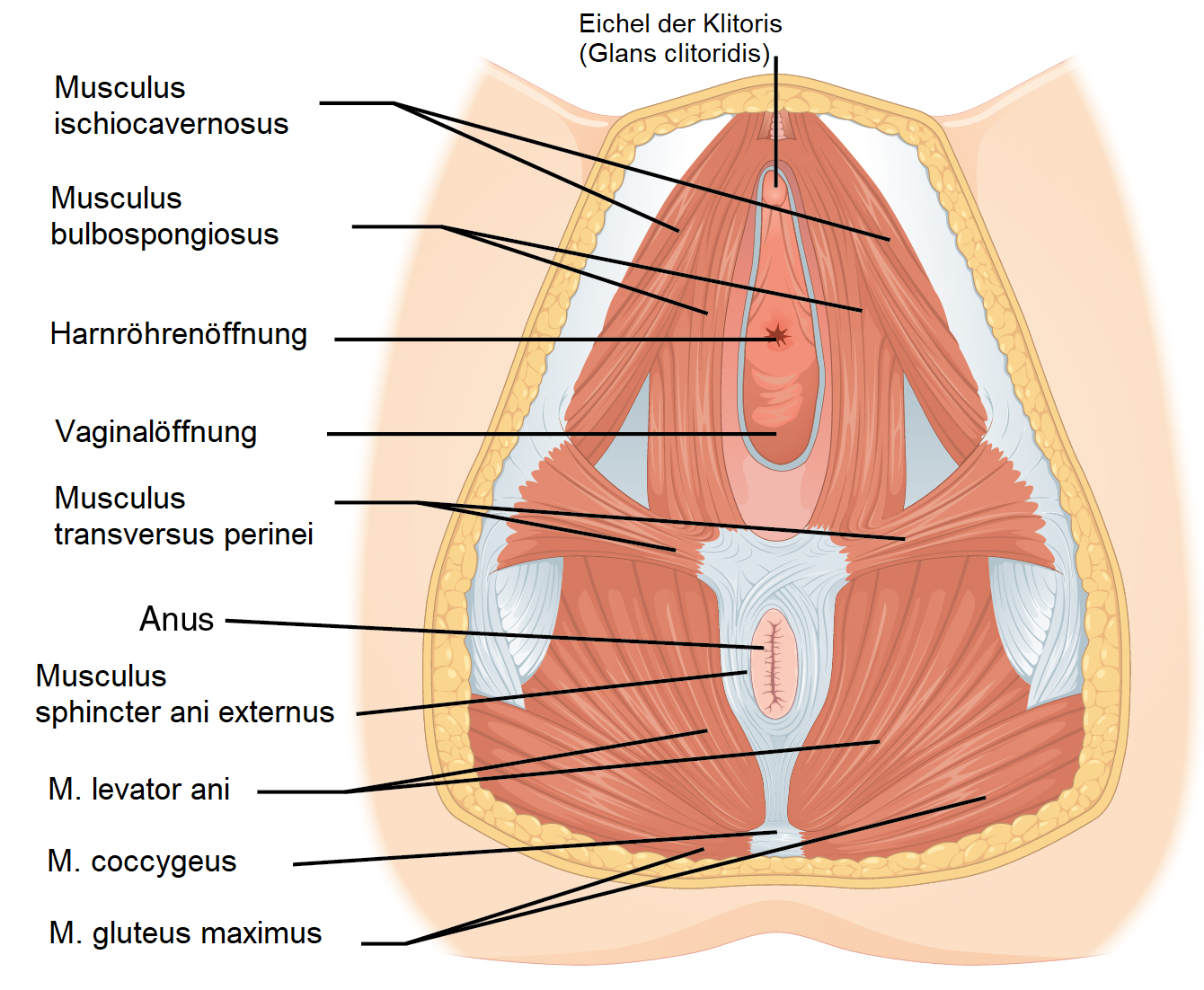
Blick von der Dammseite auf die Muskeln des weiblichen Beckenbodens: Die Kontraktion der Musculi ischiocavernosi übt Druck auf die Schwellkörper aus. Zudem hemmt sie durch die Kompressionsarbeit den venösen Blutabfluss im Corpus cavernosum clitoridis durch die Vena profunda clitoridis. Beides bewirkt eine Verstärkung der klitoralen Erektion.

Das muskulofasziale Bindegewebssystem des weiblichen Beckenbodens weist Durchgänge für den Enddarm, die Harn- und Geschlechtsorgane auf und steht topografisch in enger Beziehung zu den oben genannten Schwellkörpersystemen. Von innen nach außen wird der Beckenboden unterteilt in:
- Diaphragma pelvis
- Diaphragma urogenitale
- Schwellkörper- und Schließmuskelschicht

Die stärkste und umfangreichste dieser drei Muskel- und Faszienschichten ist das Diaphragma pelvis, die innerste, trichterförmige Schicht des Beckenbodens. Das Corpus clitoridis und die Crura clitoridis liegen unter dem Musculus ischiocavernosus.

## Rolle der Klitoris für die sexuelle Erregung
Die Gewebe der Klitoris und der kleinen Labien enthalten verschiedene Arten von Sinneszellen. Die als Genitalkörperchen bezeichneten Rezeptoren reagieren auf Berührung und Vibration. Die Vater-Pacini-Körperchen reagieren auf Berührung, Druck und Vibration. Bei Frauen äußert sich die komplexe sexuelle Reaktion in den Beckenorganen in Form von Vasokongestion, Klitoriserektion und Lubrikation in Vulva und Vagina. Die Lubrikation beruht auf der Absonderung eines Exsudats, das zusammen mit einer allgemeinen genitalen Kongestion in eine Plateauphase führen kann, auf die eventuell ein Orgasmus folgen kann.
Die vaginale Vasokongestion und die Lubrikation wie auch die Klitoriserektion hängen von einer erhöhten Durchblutung der weiblichen Beckenorgane ab. Hier spielen u. a. auch die α1-Adrenozeptorsubtypen, wie sie in fast allen kavernösen Geweben von Wirbeltieren zu finden sind, eine große Rolle. Bei sexueller Erregung mit Lubrikation, die durch ein Gleitmittel ergänzt werden kann, begünstigt das Gleiten der Klitoriseichel ihre zunehmende Erregung. Die anschwellenden Bulbi vestibuli verengen den Scheidenvorhof geringfügig. Synergistisch dazu wirken zusätzlich die Musculi bulbospongiosi. Durch die Blutfülle schwellen die inneren Schamlippen und verdoppeln oder verdreifachen ihre Dicke.

### Empfindlichkeit
Die Empfindlichkeit der Klitoriseichel für direkte Stimulierung ist individuell sehr unterschiedlich. Bei manchen Frauen ist sie so empfindlich, dass sie direkte Berührung erst nach längerem Vorspiel ertragen, oft auch dann nur ein zartes Streicheln, oder auch gar nicht ertragen oder nur bei Verwendung von Gleitgel. Bei anderen Frauen hingegen wird das Vorspiel erst durch intensive reibende Berührung zum vollständigen Genuss. Was gerade „gut“ ist, kann auch von Situation zu Situation unterschiedlich sein und sich während einer sexuellen Begegnung mehrfach ändern. Da die Klitoriseichel mit dem umgebenden Gewebe verbunden ist, sind verschiedene indirekte Stimulationsformen gängige Praxis.
Das Gleiten der Klitoriseichel in ihrer Vorhaut kann durch eine Klitorisadhäsion beeinträchtigt sein. In sehr seltenen Fällen kann eine als zu gering erlebte Empfindlichkeit der Klitoris auf eine zu große Klitorisvorhaut zurückgeführt werden. Weit häufiger liegt zu geringe Empfindung an Unkenntnis über die Anatomie oder an individuell bestehenden Schamgrenzen (Hemmungen), die ein lustvolles selbstbestimmtes sexuelles Erleben verhindern. Eine sehr empfindliche Klitoriseichel verträgt manchmal einen Cunnilingus besser als Berührungen mit den Händen.

### Klitoris und vaginaler Intimverkehr
Beim Eindringen nähern sich die kleinen Schamlippen, Labia minora, dem Penis an. Biomechanisch nimmt man an, dass sich bei der Penetration ein Zug an den inneren Schamlippen auf die von ihnen zur Klitoris ziehenden Frenula clitoridis überträgt. Hierdurch soll sich die Klitoriseichel, Glans clitoridis, dem Penis nähern und durch reibende Bewegungen über spezielle Sinneszellen, Mechanorezeptoren, die gemeinsame sexuelle Erregung verstärken.

### „Klitoraler“ und „vaginaler“ Orgasmus
Früher gab es das Konzept eines angeblichen „vaginalen“ Orgasmus, der durch ausschließliche vaginale Stimulation, also mit dem Penis, mit dem Finger oder einem Dildo oder Vibrator erreicht werde, und dem „klitoralen“ Orgasmus, der ausschließlich durch Stimulation der Klitoriseichel, Glans clitoridis, erreicht werde. Viele Untersuchungen, beispielsweise die von Kinsey, weisen darauf hin, dass ein beachtlicher Anteil der Frauen nur dann zum Orgasmus kommen kann, wenn die Klitoris (mit-)stimuliert wird. Masters und Johnson konnten die Unterscheidung zwischen klitoralem und vaginalem Orgasmus endgültig widerlegen. Sie zeigten, dass Klitoris und Vagina durch ein Netzwerk von Muskeln und Nerven verbunden sind und gemeinsam die sexuelle Reaktion ermöglichen. Nach Erkenntnissen von Volkmar Sigusch (2013) ist aus sexualphysiologischer Sicht die Hypothese von den zwei Modi des weiblichen Orgasmus nicht haltbar. Der Orgasmus könne nur als komplexe Reaktion des Gesamtorganismus verstanden werden. Es gebe keinen Orgasmus der Klitoris, der Vagina oder anderer Organe allein, da viele Organe auf sexuelle Stimulation reagieren. Höchstwahrscheinlich seien alle Organsysteme beteiligt. (Siehe hierzu auch den aktuellen Stand der Forschung.)

### Abstand zwischen Klitoris und Meatus urethralis (CUMD)
Die Psychoanalytikerin Marie Bonaparte untersuchte in einer unter dem Pseudonym A. E. Narjani veröffentlichten Studie aus dem Jahre 1924 bei 200 Frauen die Distanz zwischen Klitoris und Meatus urethrae, auch als clitoral-urinary meatus distance (CUMD) bezeichnet, und befragte die Probandinnen zu ihren sexuellen Erlebnissen. Bezugspunkt ihrer Messungen war die Vereinigungsstelle der paarigen Frenula clitoridis zu dem im Introitus vaginae liegenden Meatus urethrae externus. Ihre Auswertungen zeigten eine positive Korrelation eines kleinen Abstands mit der Wahrscheinlichkeit, beim Vaginalverkehr einen Orgasmus zu bekommen. 2011 überprüften Kim Wallen und Elisabeth Lloyd Bonapartes Forschungen und bestätigten eine inverse Korrelation. (Siehe: Abstand zwischen Vagina und Eichel der Klitoris).
Demnach wäre es beim Vaginalverkehr wichtig, dass es zu einer cohabituellen Annäherung zwischen dem Introitus vaginae und der Klitoris käme. (Siehe auch Arten der Bewegung).

### Klitorishypertrophie

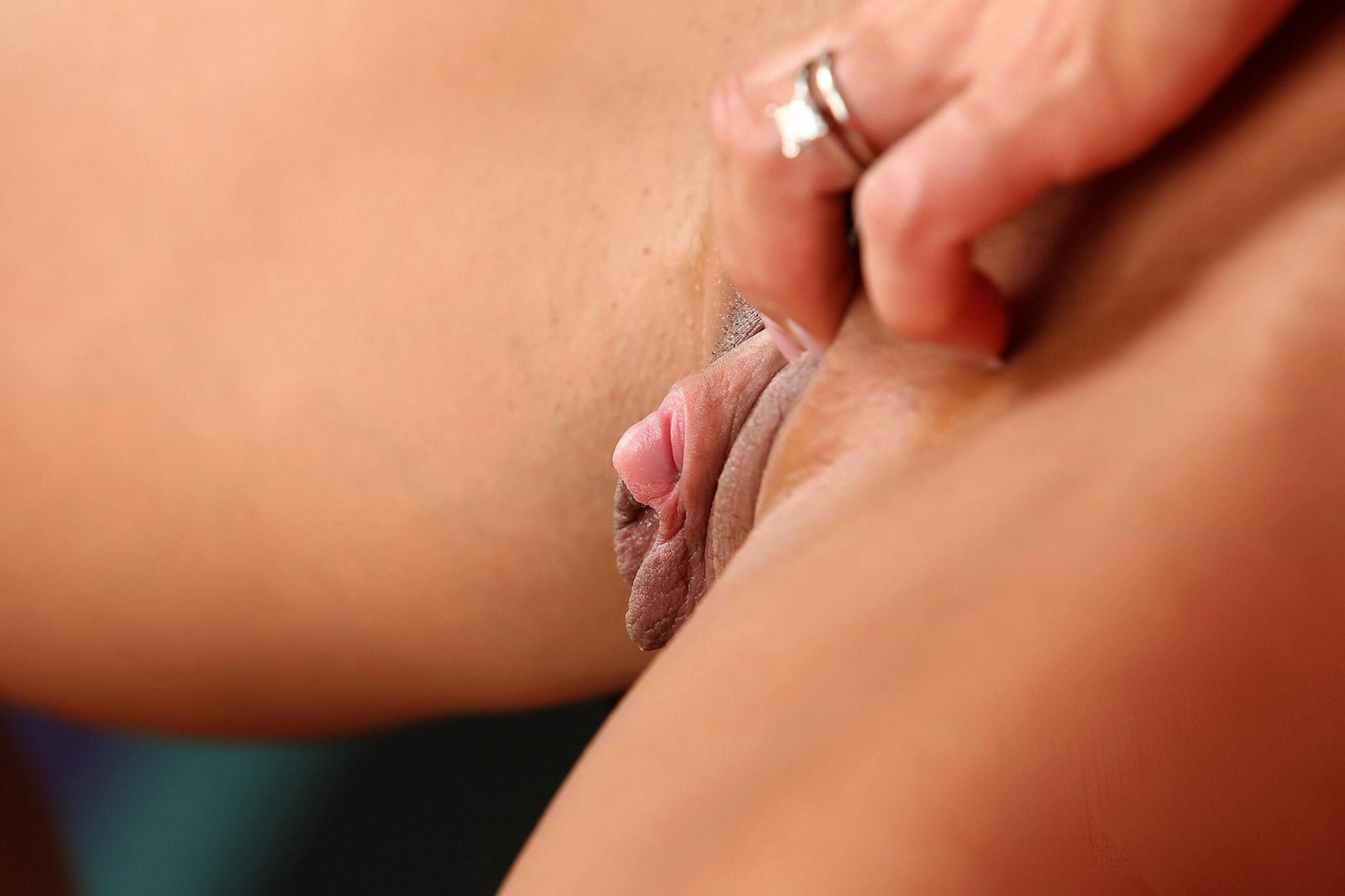
Vulva mit vergrößerter Glans clitoridis (Klitorishypertrophie)

Unter dem Einfluss männlicher Geschlechtshormone (Androgene) bildet sich bei männlichen Feten der Penis. Eine übermäßige Androgenproduktion führt auch bei weiblichen Feten zum stärkeren Wachstum des Genitalhöckers, sodass an sich die Klitoris penisartig ausstülpt (eine Klitorishypertrophie). Dies wird als eine „Variation der Geschlechtsentwicklung“ eingeordnet, was der aktuelle medizinische Fachbegriff für Intergeschlechtlichkeit ist.
Auch im Zusammenhang mit dem Fraser-Syndrom kann die Klitoris abnorm vergrößert sein. Diese Variation kommt allerdings äußerst selten vor. Es kann auch später im Leben zu einer Vergrößerung der Klitoris kommen. Die Hauptursache dafür sind hormonelle Störungen wie das polyzystische Ovarialsyndrom.
Eine genaue Diagnose von ärztlicher Seite auf Basis objektiver Kriterien wird oft nicht getroffen. Stattdessen entscheidet oftmals eher der subjektive Eindruck einer als zu groß empfundenen Klitoris. Sollte eine deutlich vergrößerte Klitoris für die Betroffene ein körperliches und/oder vornehmlich ästhetisches Problem darstellen, so kann bei nachweislich eigenständig empfundenem und geäußertem Leidensdruck heute auch eine chirurgische Verkleinerung durchgeführt werden, vergleichbar zur Labioplastik. Für diesen Eingriff liegt in der Regel jedoch keine medizinische Notwendigkeit vor. Intergeschlechtliche Aktivisten fordern daher, eine derartige Operation erst dann durchzuführen, wenn der intergeschlechtliche Mensch die Operation aus eigenem Willen möchte und ihr zustimmen kann.

### Innervation
Die gesamte Klitoris ist stark mit Nervenendungen ausgestattet. Das ganze System ist besonders berührungsempfindlich und empfänglich für sexuelle Reize. Durch Stimulation der Klitoris gelangen die meisten Frauen zum Orgasmus. Insbesondere die Klitoriseichel, in der sich die Nervenstränge der zwei Schenkel treffen, ist hochempfindlich. Richard K. Winkelmann fand in seinen histologischen Untersuchungen, dass die Klitoris neben den Fingerkuppen der am dichtesten innervierte Teil der Körperoberfläche des Menschen ist. Dies gilt auch für andere Säugetiere, so zeigte sich im Tiermodell, dass der Nervus dorsalis clitoridis doppelt so viele Nervenfasern enthält wie der Nervus dorsalis penis.
Nach ursprünglichen Angaben aus dem Jahre 1976 soll die Klitoris bis zu ca. 8000 Nervenendigungen besitzen, neuere Forschungsergebnisse deuten jedoch auf eine Zahl von um 10.000 myelinisierte Nervenfasern, welche die menschliche Klitoris innervieren. Außerdem befinden sich in der Klitoris Sinneszellen, etwa die Mechanorezeptoren der Vater-Pacini-Körperchen (auch Corpusculum lamellosum oder Genitalnervenkörperchen) für das Vibrationsempfinden und die Meissner-Körperchen für die Berührungsempfindung. Die Klitorisvorhaut schützt die empfindliche Klitoriseichel.
Nicht nur die Anzahl der innervierenden Nerven an der Glans clitoridis ist höher als bei dem männlichen Penis, auch die vibratorische Wahrnehmungsschwelle der Klitoris liegt niedriger als die an der Glans penis. Damit gehört die Klitoris zu den für äußere, taktile Reize empfindlichsten Körperzonen. Die Reizschwellen steigen mit zunehmendem Alter der Frau etwas an.
Bei der Entwicklung weiblicher Orgasmen wirken mindestens sechs nervale Bahnen im orgasmischen Reflexbogen-System. Pudentale-, Pelvine-, Hypogastrische-, Intercostal- und Vagus- (Nervi splanchnici pelvici) Nerven bilden dabei das Hauptinnervationssystem.
Bei Untersuchungen der Klitoris abgestorbener weiblicher Feten fand man entlang des Schafts große Nervenbündel, wobei die höchste Dichte auf der dorsalen Seite oder an der Spitze bestand. In der 12-Uhr-Position wurden keine Rezeptoren festgestellt, obwohl sich die Nerven ähnlich wie beim fötalen Penis vollständig um die Tunica herum erstrecken. Die Innervation der Klitoriseichel erfolgt über mehrere Äste, die an der dorsalen Verbindungsstelle von Schaft und Eichel eintreten. Die geringste Nervendichte in der Glans befindet sich auf der ventralen Seite in der Nähe des Glansseptums.
Es gibt auch mindestens zwei Oxytocin-Signalwege, während Oxytocin als Neurotransmitter und als Hormon getrennt wirkt. Bei ausgedehnten Orgasmen und ESR-Orgasmen wird mehr als ein „Orgasmus-Reflexbogenpfad“ aktiviert und löst einen erweiterten Orgasmus aus, während viele andere zur Bildung von EO- oder ESR-Orgasmen beitragen.

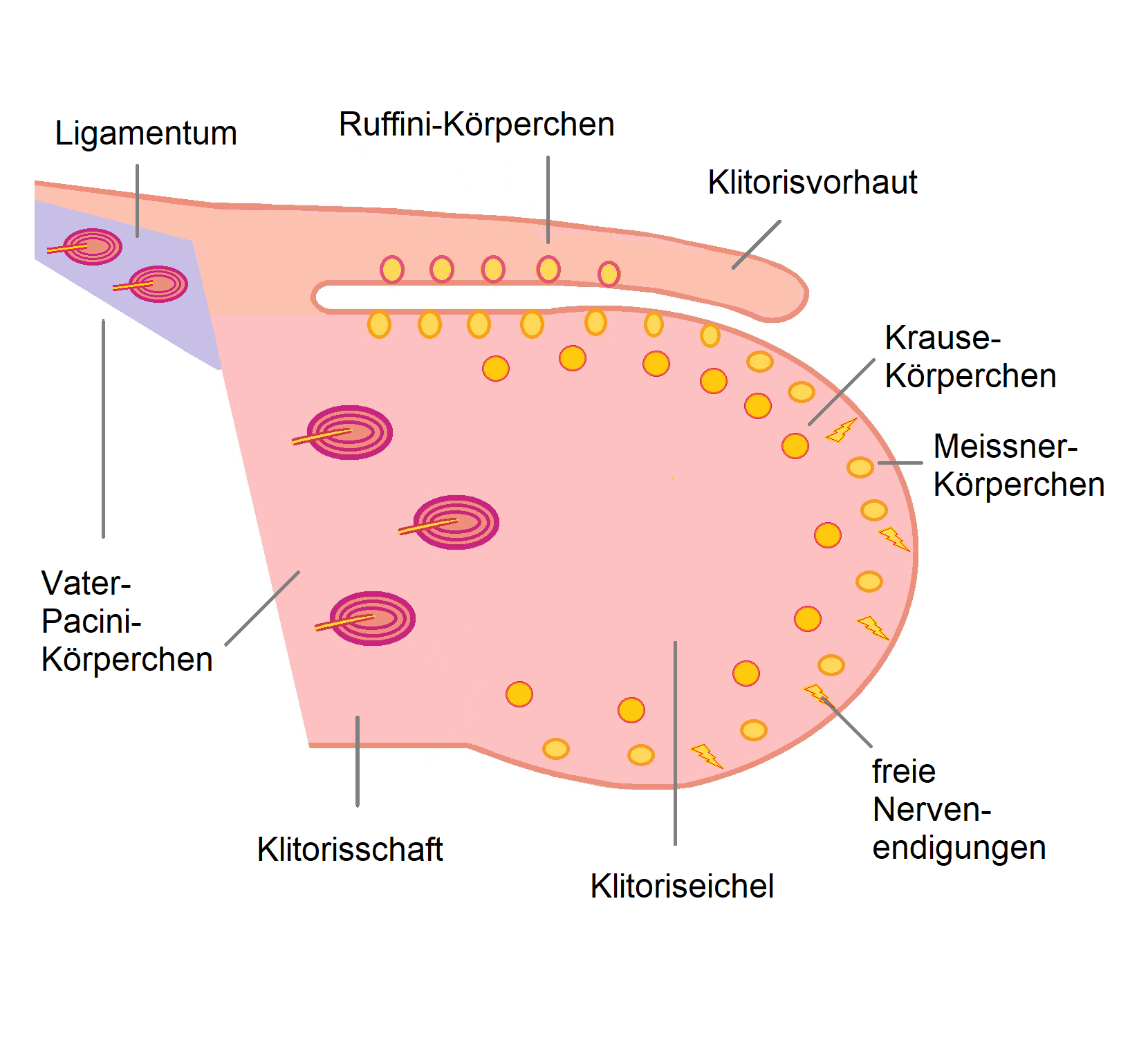
Lokalisation von Mechanorezeptoren,
Schnitt in Sagittalebene

### Verlauf der sensiblen Informationen
Die sensiblen, zumeist taktilen nervalen Informationen (Oberflächensensibilität) der Klitoris werden aus einem extensiven Netzwerk um die Tunica albuginea des Klitoriskörpers, Corpus clitoridis, übertragen, mit einer nervenfreien Zone in der „12-Uhr-Position“. Die meisten sensorischen Informationen aus der Klitoris werden vom bilateralen dorsalen Klitorisnerv, Nervus dorsalis clitoridis, übertragen. Der Nervus dorsalis clitoridis ist ein Endast des Nervus pudendus aus dem Plexus sacralis (S1–S4); er versorgt sensibel die weibliche Klitoris. Die Nerven kommen als Bestandteil des Nervus pudendus im Alcock-Kanal auf einer geschützten Bahn durch das Diaphragma urogenitale an der unteren Klitoris.
Der Nervus pudendus allgemein gesehen – im Speziellen der Nervus dorsalis clitoridis – hat eine wichtige Funktion im Bereich der klitoral-vulvären Afferenz wie auch für die Sphinkteren- und die circumvaginal-muskulären Efferenzen.

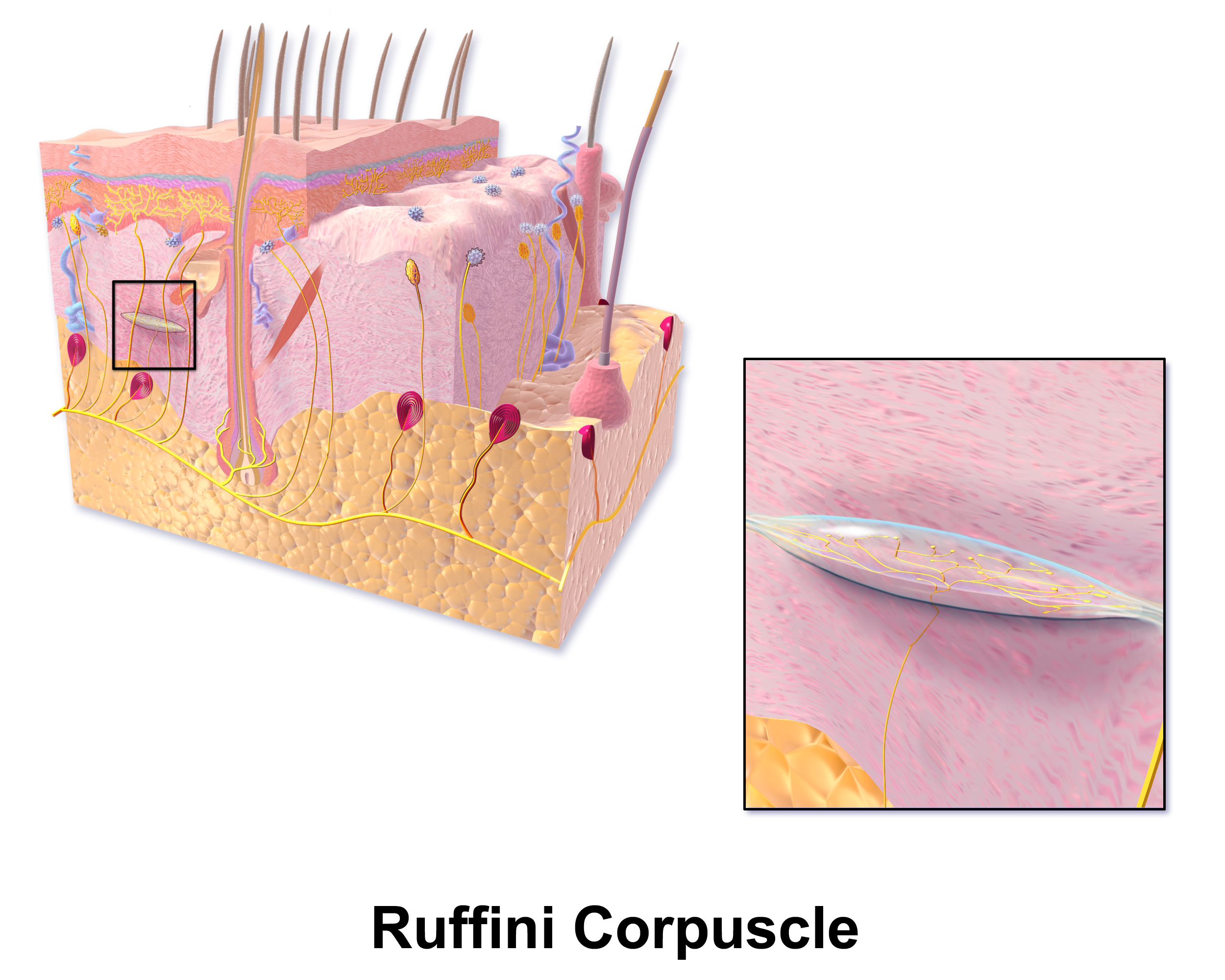
Ruffini-Körperchen, vor allem im Bereich Labia minora und der Klitorisvorhaut (-haube), Praeputium clitoridis;[68] Dehnungsrezeptor, d. h. reagieren auf Druck und horizontale Dehnung.
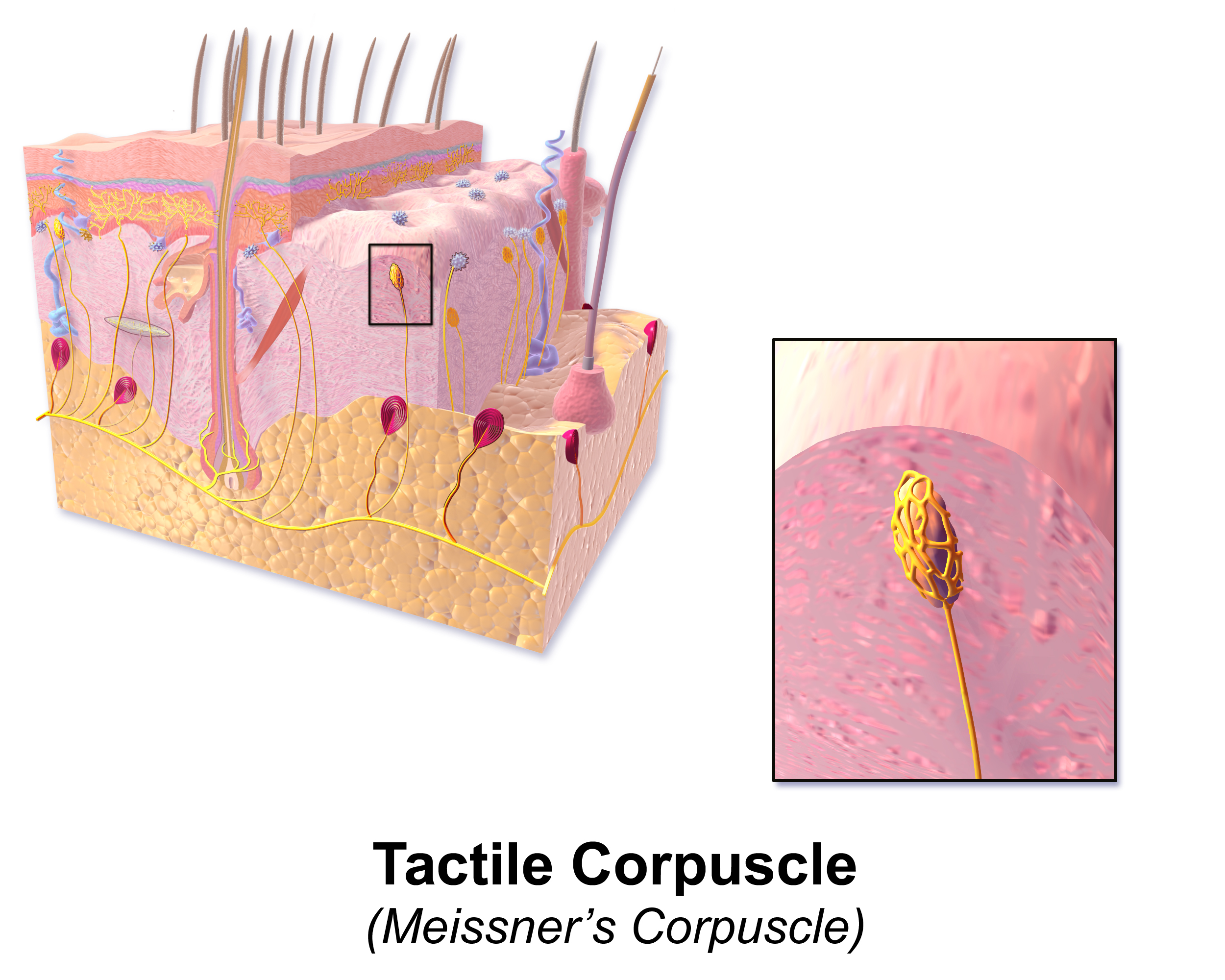
Meissner-Körperchen; d. h. reagieren auf Druckveränderungen, schnell adaptierende (RA) Mechanorezeptoren, nur durch Veränderung der Reizstärke aktiviert, Tastrezeptor
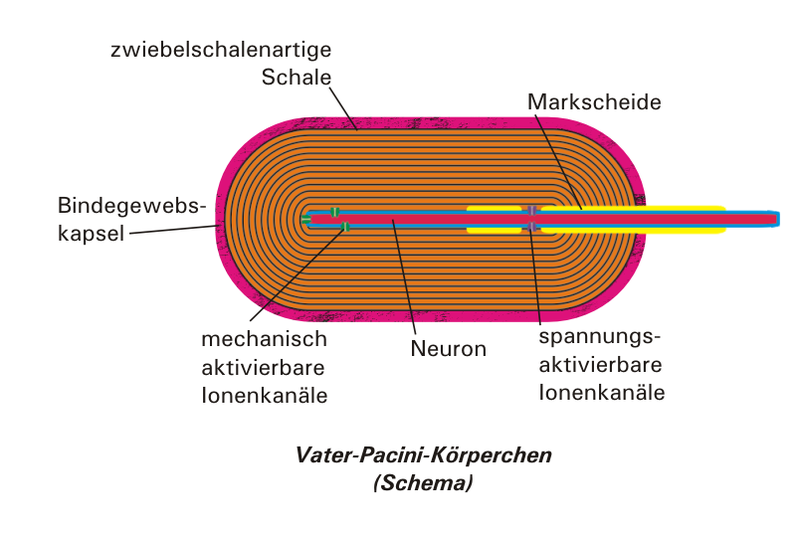
Vater-Pacini-Körperchen wurden im Ligamentum suspensorium clitoridis und im Corpus clitoridis, nicht aber im Glans clitoridis selbst identifiziert;[69] reagieren auf Beschleunigungen, schnell adaptierenden Rezeptoren, Vibrationsrezeptor
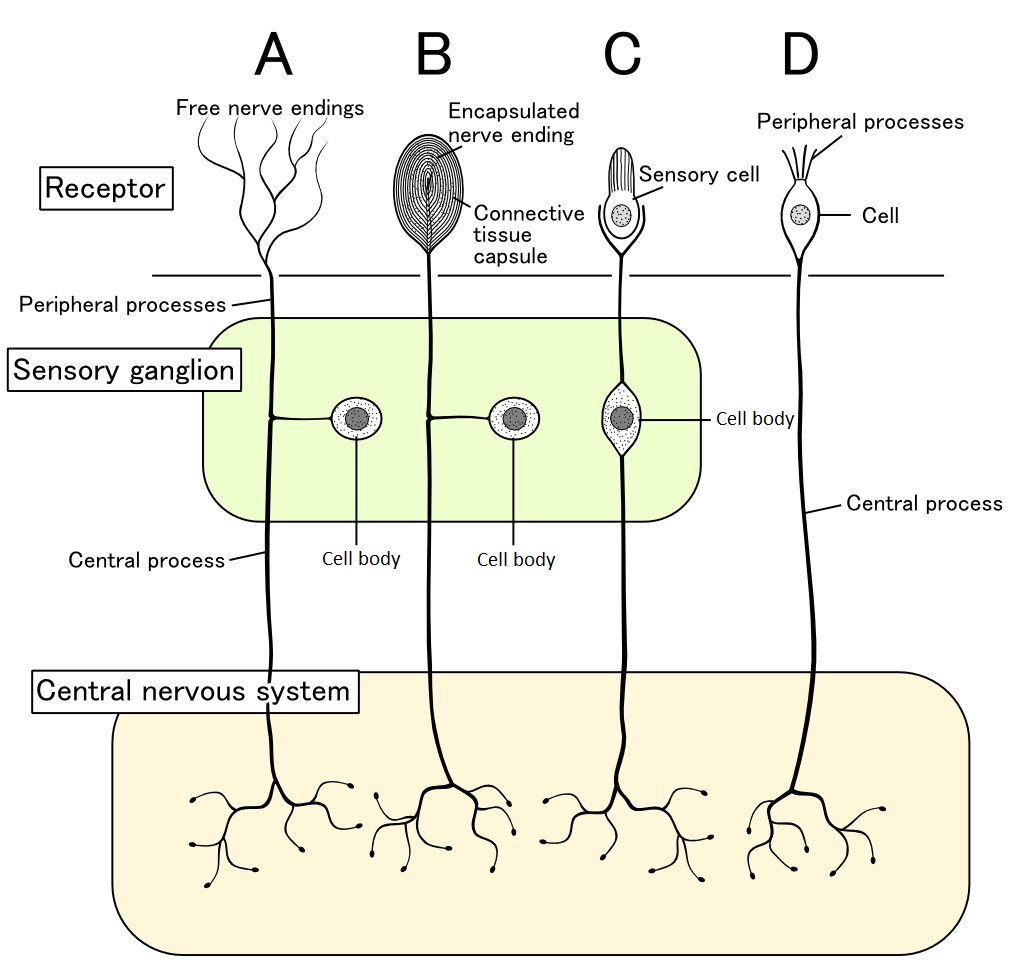
A: Freie Nervenendigungen, B – D spezielle Rezeptoren.

In der klitoralen Region sind drei Typen von exterozeptiven Nervenendigungen, sogenannten Sinneszellen zu finden. Sie befinden sich aber nicht nur in der eigentlichen Klitoris, sondern auch in den kleinen Schamlippen, Labia minora und im periurethralen Bindegewebe der Harnröhrenmündung, Meatus urethrae. Die oberste Hautschicht enthält sogenannte freie Nervenendigungen. Sie leiten vor allem Schmerzwahrnehmungen weiter. Die von ihnen aufgenommenen Impulse werden durch sehr dünne Nervenfasern über periphere somatische Nerven und über das sakrale Rückenmark mit der geringen Geschwindigkeit von 1 bis 2 m/s übertragen.
Die sogenannten Genitalnervenkörperchen oder mukokutanen Nervenendigungen, zumeist Meissner-Körperchen und Vater-Pacini-Körperchen bzw. der kleineren Variante der Krause-Körperchen befinden sich unter der Hautschicht. Diese Meissner-Körperchen liegen nahe der Hautoberfläche, im Bereich der Hautpapillen, sie erfassen Berührung und Vibration auf einer eng umschriebenen Fläche mit hoher Präzision; dabei reagieren sie sofort, blenden aber den Informationsfluss aus, wenn der Reiz länger besteht.
Die Eichel der Klitoris, Glans clitoridis, zeigte in verschiedenen histologischen Untersuchungen einen dichten Besatz mit kutanen korpuskulären Rezeptoren. In dieser immunhistochemisch und histologischen Studie von Cheryl Shih (2013) zeigte sich in den Gewebeproben des klitoralen Organs massenhaft korpuskuläre Rezeptoren mit variabler Anordnung in der subepithelialen Schicht. Diese Rezeptoren sind von denen der Glans penis nicht zu unterscheiden. Ihre Anzahl lag in der Untersuchung pro 100-fachem Hauptgesichtsfeld zwischen 1 und 14, während die Rezeptordichte in der Glans penis zwischen 1 und 3 lag. Die Glans clitoridis weist somit im Vergleich zur Glans penis eine größere Variabilität der Rezeptordichte auf.
Die andere Art von Rezeptoren, die Vater-Pacini-Körperchen, kommen im Ligamentum suspensorium clitoridis vor, aber nicht in der Glans selbst. Sie sind tief im Bindegewebe der Papillarkörper lokalisiert und erfassen Berührung und Vibration auf einer größeren Fläche, ohne sie genau lokalisierbar zu machen, sie adaptieren zügig, d. h. sie reagieren nur am Beginn und am Ende des Reizes.

### Physiologie
Das sympathische und das parasympathische Nervensystem wirken synergetisch, d. h. beide Systeme sind aktiv und ergänzen sich zur optimalen Regulation der innervierten Zielorgane. Während das sympathische Nervensystem eine klitorale Erektion eher verhindert, bildet der parasympathische Anteil des autonomen Nervensystems einen von mehreren wichtigen erregenden Schaltkreisen, die zur Vasokongestion des klitoralen (und der übrigen) Schwellkörper führen. Ob die sexuelle Erregung nun durch direkt physische Stimulation der Geschlechtsorgane oder psychischen Vorstellungen aus weiteren Sinnesorganen (Pheromone, taktilen Reizen, visuellen Eindrücken etc.) ausgelöst wird oder durch den Gedanken an eine Person – die erregenden Nervenfasern in der Klitoris reagieren so, dass sie so genannte pro-erektile neuronale Neurotransmitter freisetzen. Zu ihnen gehören Stickstoffmonoxid (NO), Acetylcholin u. a. m.
Man nimmt an, dass die zunehmende Durchblutung von Vulva und Vagina im Verlauf der sexuellen Erregung vor allem durch den Gasotransmitter Stickstoffmonoxid, „NO“ oder (in Kombination) mit dem vasoaktiven intestinalen Peptid (VIP) vermittelt wird. Die Bedeutung von „NO“ für die Vasokongestion des vulvären, bulbären und klitoralen Schwellkörpergewebes wird unter anderem durch die Entdeckung der NO-Synthase im menschlichen Schwellkörpergewebe bestätigt.
Adrenerge und cholinerge Nervenbahnen führen zur Scheidenwand und zur Klitoris, die sie innervieren. Letztere wird nach immunhistochemischen Untersuchungen zusätzlich von zahlreichen nicht-cholinergen, nicht-adrenergen Neurotransmittern („NANC“) („non-adrenergic noncholinergic Neurotransmittern“) wie z. B. dem vasoaktiven intestinalen Polypeptid (VIP), peptide histidine methionineamide (PHM) Neuropeptid Y (NPY), Calcitonin gene-related peptid (CGRP), Substanz P und eben dem Stickoxid (NO) beeinflusst.
Bei der Erektion der Klitoris spielt neben entsprechenden sinnlichen Wahrnehmungen, das heißt einer Aktivierung entsprechender Nervenareale (Afferenzen zu Gebieten im Großhirn, im Hypothalamus und im sakralen Rückenmark (Parasympathikus)) durch Sinnesreize, in der Folge die Aktivierung der Endothelzellen in den Blutgefäßen der Klitoris eine wichtige Rolle. Über die Aktivierung der endothelialen Stickstoffmonoxid-Synthase wird der Botenstoff Stickstoffmonoxid („NO“) im entsprechenden Gefäßabschnitt freigesetzt. Dieses Stickstoffmonoxid (NO) führt dann über die Aktivierung der Guanylylzyklase zur vermehrten Bildung von cyclischem Guanosinmonophosphat („cGMP“). Es erfolgt eine Entspannung der glatten Muskulatur der Arteriolen. Durch die dann erfolgende Blutgefäßerweiterung in den Arteriolen füllen sich die klitoralen Schwellkörper mit Blut (Vasokongestion).

### Talgdrüsen, Smegma und Pheromone
Die Klitoris ist mit verschiedenen Drüsen ausgestattet, vor allem im Bereich der Frenulae clitoridis am unteren Teil der Klitoriseichel. Es sind dies Talgdrüsen und apokrine Schweißdrüsen (siehe auch Vomeronasales Organ (VNO) und Wirbeltierpheromone), welche das Smegma clitoridis bilden.
Man findet um die Klitoris (periklitoral) herum auf der Ebene des Vestibulum vaginae zahlreiche Mündungsöffnungen der Glandulae vestibulares minores, die ein schleimiges, alkalisches Sekret abgeben und in ihrem Aufbau den Glandulae vestibulares majores ähneln. Das Smegma clitoridis ist ein Talgdrüsensekretgemisch, genauer aus den Tyson-Drüsen (ektopische Talgdrüsen, also Talgdrüsen, die nicht an Haarfollikel oder einem Haarbalg münden) einer Form der freien Talgdrüsen, die sich in den Hautfalten zwischen äußeren und inneren Schamlippen sowie um das Praeputium clitoridis herum befinden. Gerade durch diese Hautfalten, die eng aufeinander liegen, werden Wärmeabgabe, Verdunstung von Flüssigkeit und Abtransport des abgeschilferten Epithels behindert; so kann ein feuchtwarmes, vorwiegend anaerobes Milieu mit einem neutralen bis leicht alkalischen pH-Wert entstehen.
Es setzt sich aus Zelldetritus des abgestorbenen und abgeschilferten Oberflächenepithels, Fettsäuren, Steroidderivaten (z. B. Cholesterinestern), Proteinen und Bakterien zusammen. Wie überall im und am menschlichen Organismus gibt es eine spezifische und typische mikrobielle Standortflora, so z. B. die Hefen der Gattung Malassezia und das zu den Mykobakterien zählende Mycobacterium smegmatis, auch „Smegmabakterium“ genannt.

## Vergleichende funktionelle Anatomie der Säugetiere
Säugetiere zeigen zwei wesentliche Formen der Ovulation, von denen die Koitus-induzierte Ovulation wahrscheinlich als Erstes evolvierte. Daraus entstand, als Anpassung an neue Faktoren, dann später die abgeleitete Eigenschaft der zyklischen oder spontanen Ovulation. Bei Säugetieren, die eine Koitus-induzierte Ovulation zeigen (engl. coitus-induced ovulation), spielen neben der Wirkung neuronaler olfaktorischer (Wirbeltierpheromone) und emotionaler Reize auch neuroendokrine Systeme eine Rolle. Sie sind an der spontanen und reflexinduzierten Ovulation beteiligt, hierzu zählen das hypothalamisch-hypophysäre-gonadokinetische System und die neurohormonalen Wege für coitomimetische Stimuli.
Die Übersetzung der vaginal-clitoralen Stimulation in gonadomimetische humorale Botschaften, die vom Hypothalamus bzw. der hinteren Hypophyse zur Freisetzung von luteinisierendem Hormon (LH) und Prolaktin führen, sind komplex und noch nicht ausreichend beschrieben. Der weibliche Orgasmus spielt bei der Koitus-induzierten Ovulation eine direkte reproduktive Rolle. Als unterstützender Reflex hilft er den Eisprung zu induzieren. Bei vergleichend-anatomischen Studien der weiblichen Genitalien zeigte sich, dass mit der Entwicklung des spontanen Eisprungs auch die Klitoris ihre anatomische Position veränderte. Denn bei den Säugetieren, die einen Orgasmus für ihre Reproduktion benötigen, liegt das Sexualorgan in der Nähe oder sogar weit im weiblichen Sexualkanal.

## Bedeutung in der Wissenschaftsgeschichte

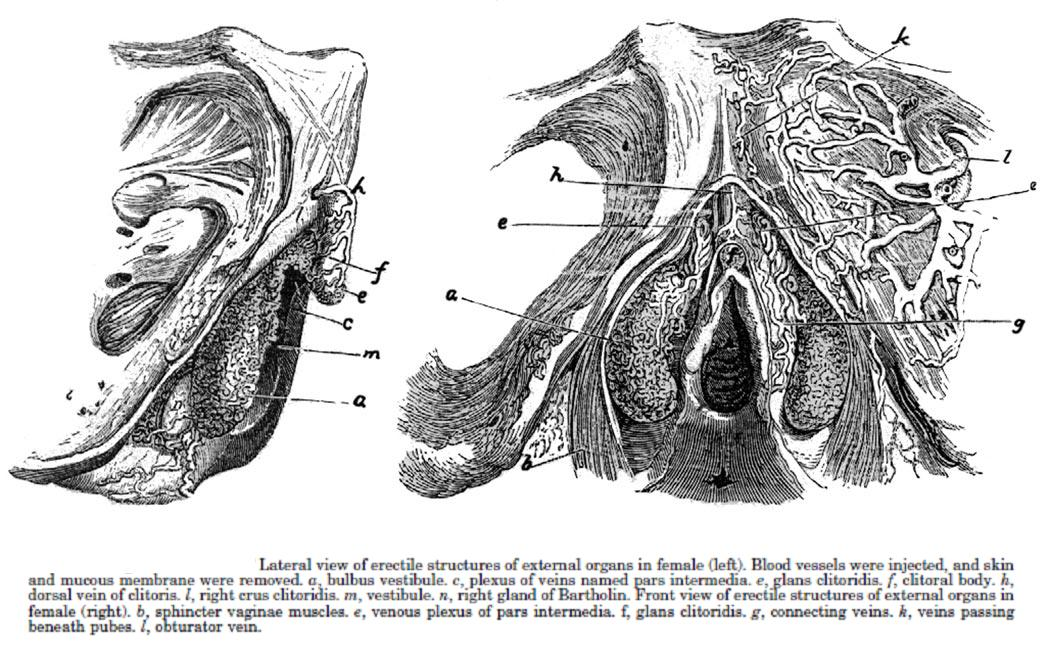
Dissektion (Obduktion) der Schambeinregion mit Klitoris von Georg Ludwig Kobelt (1844)

Die wissenschaftliche Erstbeschreibung der Klitoris durch den Anatomen Realdo Colombo aus Padua im Jahre 1559 ist ein häufig untersuchtes Beispiel der Medizin- und Sexualforschungsgeschichte. In seinem anatomischen Werk de re anatomica beanspruchte Colombo für sich, die Klitoris als „Platz der weiblichen Lust“ entdeckt zu haben. Man wird, „wenn man sie berührt, bemerken, dass sie ein bisschen härter und länglich wird, so sehr, dass sie sich als eine Art männliches Glied erweist“. Später entwickelte sich aus Colombos Beschreibung ein Prioritätsstreit, da Gabriele Falloppio – Colombos Nachfolger in Padua – beanspruchte, der wirkliche Entdecker der Klitoris zu sein.
Die „Entdeckung“ der Klitoris in der Renaissance ist aus wissenschaftshistorischer Perspektive in vielfacher Hinsicht ein interessantes Phänomen. Selbstverständlich hatten Frauen auch schon vor Colombo die Klitoris entdeckt, und natürlich wurden auch vor Colombo Männer auf die Klitoris und ihre sexuelle Funktion hingewiesen. Dass die Klitoris in der anatomischen Beschreibung des Menschen vor Colombo dennoch nicht vorkam, ist eine Illustration für die Tatsache, dass die anatomische Beschreibung des Menschen in der Regel eine anatomische Beschreibung des männlichen Körpers war.
Ende des 18. Jahrhunderts widmeten sich die männlichen Anatomen der physiologischen Funktion der Klitoris vorwiegend mündlich. Zuweilen wurde unterstellt, erst Denis Diderot habe in Die indiskreten Kleinode 1748 oder im Artikel Jouissance der Enzyklopädie 1765 die lustspendende Funktion der Klitoris offen und schriftlich dargestellt. Die Rolle der Klitoris für das weibliche Begehren wurde bereits 1724 in populären Schriften unter anderem des Arztes und Sozialreformers Bernard de Mandeville beschrieben.
Der Wissenschaftshistoriker Thomas Laqueur weist jedoch darauf hin, dass diese Einschätzung der Klitoris der gängigen antiken anatomischen Theorie über Sexualorgane widersprach. Unter dem Einfluss von Galenos wurden Vagina und Penis nicht als zwei grundsätzlich verschiedene Organe wahrgenommen. Vielmehr ging man davon aus, dass die Vagina ein nach innen gestülpter Penis sei und die weiblichen und männlichen Geschlechtsorgane in ihrer Struktur analog seien. In diese Theorie passte die Klitoris nicht, die von Colombo ebenso als eine Art Penis beschrieben wurde.
Im Jahre 1844 veröffentlichte Georg Ludwig Kobelt eine sehr detaillierte anatomische Beschreibung der Klitoris, einschließlich ihrer tieferliegenden Struktur, etwa der „Kobelt’sche Venenplexus“ und ihrer Funktion.
Im Jahre 1887 erschien die Klitoris in Gray’s Anatomy, einem Anatomie-Standardwerk. Hier war die Klitoris noch in ihrer Originalgröße abgebildet. Bereits 1901 war sie nur noch als kleine Vorwölbung dargestellt, 1913 verschwand sie völlig aus Gray’s Anatomy.
1998 publizierte die australische Urologin Helen O’Connell ihre Untersuchungsergebnisse über die weitverzweigte tieferliegende Struktur der Klitoris.

## Die Klitoris im kulturellen Diskurs

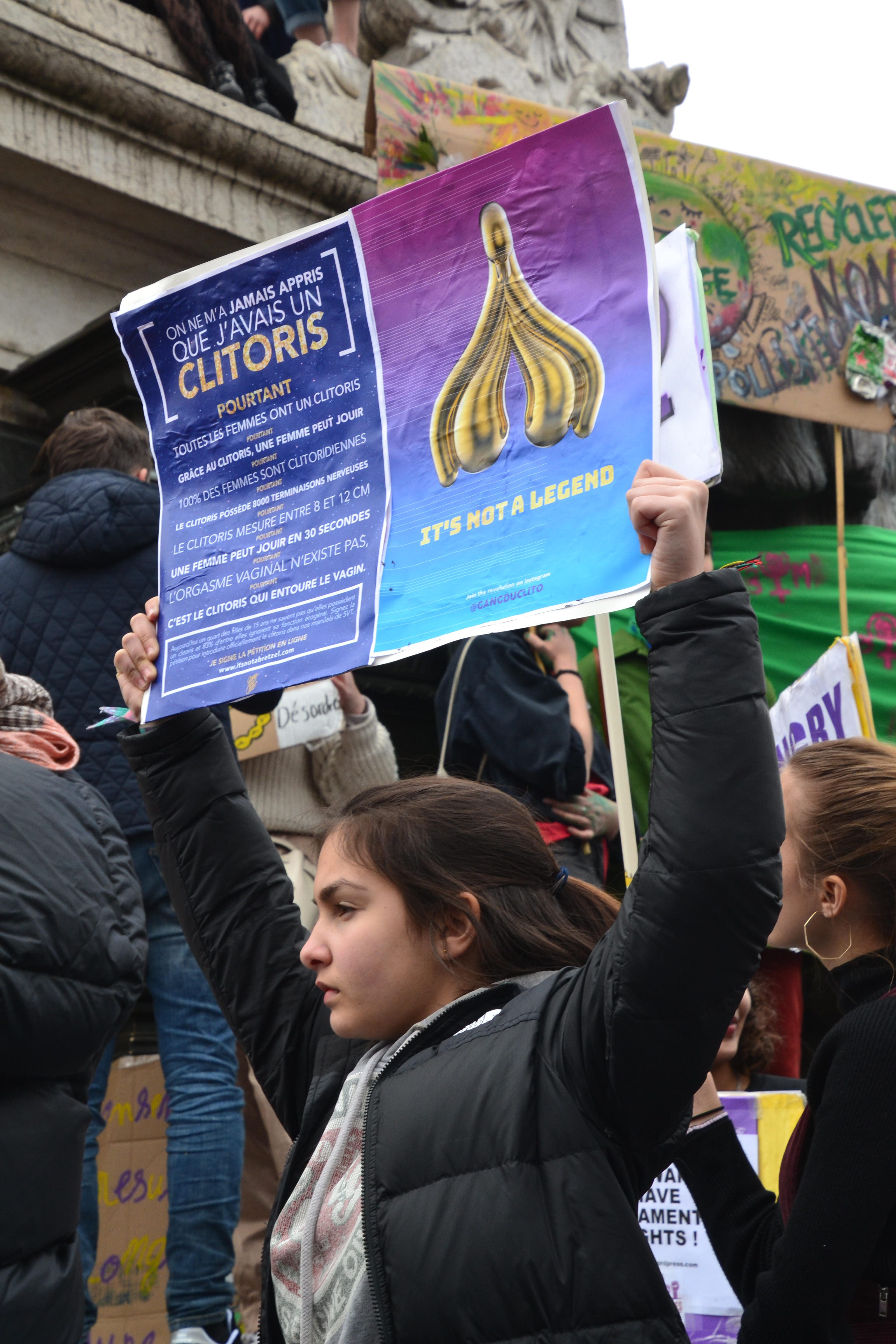
Die Clitoris Awareness Week thematisiert die Bedeutung der Klitoris, Demonstration in Paris, 2019

Nachdem die Klitoris bis in die zweite Hälfte des 20. Jahrhunderts wenig wissenschaftliche Beachtung erfahren hatte, änderte sich dies mit dem Wissen um die anatomische Ausdehnung jenseits des äußerlich sichtbaren Bereichs. Mit der feministischen Bewegung, beginnend in den 1960er Jahren, wurde die Klitoris zunehmend in den öffentlichen Diskurs gerückt und zu einem Symbol für die weibliche Sexualität. Während diese bis dahin in der europäisch-abendländischen Kultur weitgehend auf die Fortpflanzungsfunktion reduziert wurde, verschob sich der Fokus nunmehr auf das weibliche Lustempfinden und entsprechend der Klitoris. Auch wenn das Wissen um die bedeutsamen Rolle dieses Körperteils für sexuelle Lust und Wohlbefinden inzwischen eine weite Verbreitung erfahren hat, wird die Auseinandersetzung damit von vielen Frauen nach wie vor als tabuisiert empfunden, bei Männern herrscht oft Unkenntnis über die weibliche Anatomie diesbezüglich vor.
Im Jahr 2015 wurde die erste jährliche internationale „Clitoris-Awareness Week“ ins Leben gerufen. Die Sprecherin der aktivistischen Gruppierung „Clitoraid“, Nadine Gary, erklärte, dass es die Aufgabe der Gruppe sei, das öffentliche Bewusstsein für die Klitoris zu schärfen, da sie „seit Jahrhunderten ignoriert, verunglimpft, tabuisiert und als sündhaft und beschämend angesehen wird.“
Im Jahre 2004 erschien im TV-Sender Arte ein vielbeachteter Bericht über die Forschungen von Kobelt und Nachfolgern mit dem Titel Klitoris, die schöne Unbekannte.
Im Jahre 2009 berichtete die Zeitschrift für Frauengesundheit Clio von der früheren Tabuisierung der Klitoris in vielen Gesellschaften und von verkleinerten und falschen Darstellungen. Als eine Quelle von Lust und Wohlbefinden hätte die Klitoris in verschiedenen Zeitperioden Anerkennung aber auch Missachtung und Gewalt erfahren. In früheren Darstellungen fehlten der Schaft und die Schenkel mit den Schwellkörpern. Es sei ein Verdienst der Frauenbewegung der 1970er Jahre, mehr Wissen darüber zu ermöglichen.

## Klitoridektomie
Mit Klitoridektomie wird die teilweise oder vollständige operative Entfernung der Klitoris bezeichnet. Aus kulturellen Gründen durchgeführt, wird dieser Eingriff außerhalb der praktizierenden Gemeinschaften heute häufig unter dem Begriff „Weibliche Genitalverstümmelung“ (engl. Female genital mutilation FGM) zusammengefasst. Daneben existiert die medizinische Indikation bei einem Klitoriskarzinom.

## Filme
- Klitoris – Die schöne Unbekannte. Komplett-Media (September 2007), ISBN 978-3-8312-9488-6, © ARTE Frankreich 2002. Ein Film von Stefan Firmin und Michele Dominici im Auftrag von ARTE.
- Klitoris – Die schöne Unbekannte. Arte-Dokumentation auf youtube: Teil 1, Teil 2, Teil 3, Teil 4, Teil 5, Teil 6, Teil 7, abgerufen am 28. Dezember 2011
- Die Klitoris - Animated Documentary,. Ein animierter Kurzfilm von Lori-Malépart Traversy.